# Щоденник Бріджит Джонс (фільм)
«Щоденник Бріджит Джонс» (англ. Bridget Jones’s Diary) — британський фільм 2001 року, екранізація однойменного роману Гелен Філдінг.
2004 року вийшов сиквел «Бріджит Джонс: Межі розумного», також знятий за книжкою Гелен Філдінг.

## Сюжет
Героїня цього фільму, Бріджит Джонс (Рене Зеллвегер), вирішила нарешті опанувати себе й почати нове життя! Їй уже за тридцять, але вона безвольно потурає своїм шкідливим звичкам і не наважується позбутися зайвих кілограмів. Але, що найголовніше, Бріджит — геть сама. Батьки намагаються посватати її за сина сусідів, скромника Марка (Колін Ферт), а сама Бріджит шаленіє від свого неперевершеного начальника Деніела (Г'ю Грант). З першого ж дня нового життя міс Джонс вирішує вести щоденник, у який вона записуватиме свої майбутні досягнення й перемоги. Але виявилося, що здійснити мрії та знайти щире кохання значно складніше, ніж це здавалося героїні.

## Приховане цитування
«Щоденник Бріджит Джонс» є, по суті, реінкарнацією класичного англійського жіночого роману. І форма (щоденникові записи), і зміст (криза віку, пошук ідеального коханого) повністю відповідає штампам цього жанру, але водночас піддається їдкій постмодерністській іронії. Сюжет «Щоденника» детально повторює сюжет роману Джейн Остін «Гордість і упередження», аж до імені головного чоловічого персонажа — Марка Дарсі. Роль головного героя — містера Дарсі — у цій та в іншій версії виконав Колін Ферт (йдеться про серіал BBC 1995 року «Гордість і упередження»).

## У ролях
- Рене Зеллвегер — Бріджит Джонс
- Г'ю Грант — Деніел Клівер
- Колін Ферт — Марк Дарсі
- Джим Бродбент — містер Колін Джонс
- Джемма Джонс — місис Памела Джонс
- Ширлі Гендерсон — Джуд

## Український дубляж
Українськомовне дублювання фільму створене у 2021 році на студії Так Треба Продакшн на замовлення vod-провайдера sweet.tv.

## Касові збори
Світові касові збори фільму перевищили 280 мільйонів доларів, з яких близько 71 мільйона — американський прокат.
Особливо високими збори були у Великій Британії — 45 мільйонів фунтів стерлінгів. На момент виходу в прокат (2001 рік) фільм став другою британською стрічкою за зборами у Великій Британії, поступившись лише комедії 1997 року «Чоловічий стриптиз».

## Цікаві факти
- У процесі підготовки до ролі Рене Зеллвегер не лише погладшала на 10 кілограмів, але й влаштувалася працювати (під вигаданим іменем) у справжнє британське видавництво.
- У кадрі Рене Зеллвегер курить трав'яні сигарети.

## Нагороди
2002 року Рене Зеллвегер за роль Бріджит Джонс було номіновано на отримання премії «Оскар» за найкращу жіночу роль. Проте премію одержала Геллі Беррі.